# Campionato mondiale maschile di pallamano 1990
Il campionato mondiale maschile di pallamano 1990 si è svolto dal 28 febbraio al 10 marzo 1990 in Cecoslovacchia.
Il torneo è stato vinto per la terza volta dalla nazionale svedese.

## Nazionali partecipanti
- Cecoslovacchia (Paese ospitante)
- Unione Sovietica
- Corea del Sud
- Jugoslavia
- Ungheria
- Svezia
- Germania Est
- Islanda
- Polonia
- Romania
- Spagna
- Francia
- Svizzera
- Giappone
- Algeria
- Cuba

## Podio
| Pos. | Squadra          |
| ---- | ---------------- |
| 1°   | Svezia           |
| 2°   | Unione Sovietica |
| 3°   | Romania          |